# 下沙伊德韦勒
下沙伊德韦勒是德国莱茵兰-普法尔茨州的一个市镇。总面积7.83平方公里，总人口252人，其中男性132人，女性120人（2011年12月31日），人口密度32人/平方公里。